# Cantone di Bonifacio
Il Cantone di Bonifacio era una divisione amministrativa dell'arrondissement di Sartena.
A seguito della riforma approvata con decreto del 24 febbraio 2014, che ha avuto attuazione dopo le elezioni dipartimentali del 2015, è stato soppresso inglobandolo nel Cantone del Grande Sud
Prima della riforma del 2014 comprendeva il solo comune di Bonifacio.